# Ōita

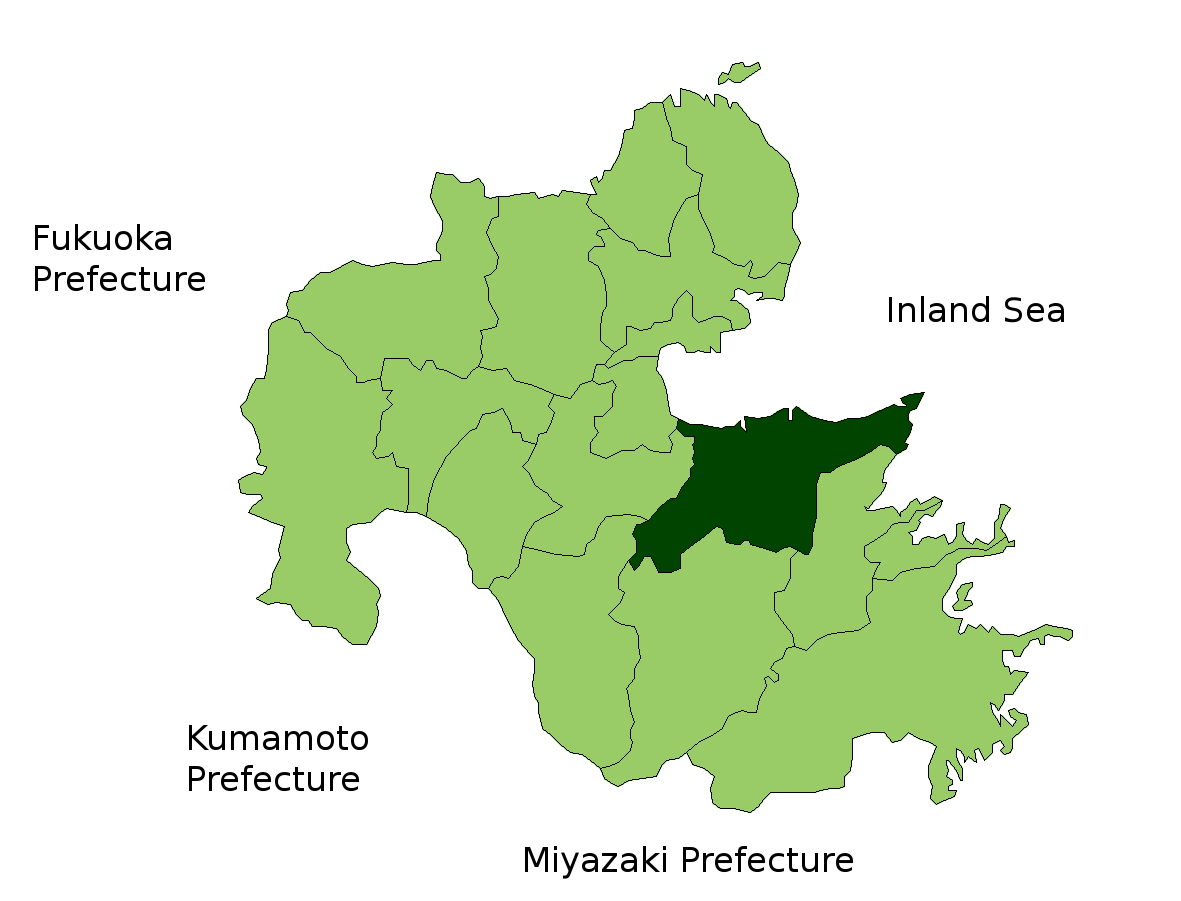

Ōita (大分市 Ōita-shi?) este un municipiu din Japonia, centrul administrativ al prefecturii Ōita de pe insula Kyūshū.